# Сосланд, Александр Иосифович
Александр Иосифович Сосланд (род. 1957) — российский психолог, психотерапевт, кандидат психологических наук. Член Европейской Ассоциации Психотерапии.
Окончил Второй Московский медицинский институт (1980) со специализацией по психотерапии. Доцент кафедры мировой психотерапии факультета психологического консультирования Московского городского психолого-педагогического университета, старший научный сотрудник Института Русская антропологическая школа. Читал также курсы лекций на факультете психологии МГУ, в Еврейском университете в Москве, Институте психологии и педагогики, Университете имени Дашковой и других учебных заведениях.
Автор книги «Фундаментальная структура психотерапевтического метода, или Как создать свою школу в психотерапии» (1999), вызвавшей широкий резонанс в профессиональном сообществе. По мнению Вадима Руднева, в книге Сосланда «впервые дано научное структурное описание психотерапевтических школ». Как полагает Дмитрий Леонтьев, «это единственная встречавшаяся мне работа, посвящённая рефлексии профессиональной деятельности психотерапевта именно как определённой структуры профессиональной деятельности, которая включает в себя не только саму работу с клиентом, но деятельность, направленную на продвижение себя» С точки зрения рецензентов журнала «Вопросы психологии»,

Бурный количественный и институциональный рост отечественной психотерапии должен был, обязан был ознаменоваться качественным прорывом в понимании психотерапевтической деятельности в целом. Книга А. И. Сосланда и явилась на наш взгляд таким знаменательным событием.

Рецензент газеты «НГ Ex Libris» указывает:

Психотерапия до сегодняшнего дня существовала без общей теории. Но вот вроде как она появилась. К этому событию, громогласно объявленному автором, я поначалу отнеслась с определенной скептической осторожностью. Ведь речь идет о проблеме, над которой трудились и трудятся многие исследователи, в основном в Европе, но пока ничего основательного предложить здесь не могут. И вот, путешествуя по страницам книги, продираясь сквозь обилие новых терминов, я не без некоторого удивления поняла, что вроде бы, на самом деле, свершилось. Целая область знания приобрела систематическую основу. <…> Концепты и термины, предлагаемые А. Сосландом, судя по всему, практически полностью исчерпывают объем знаний в области психотерапии.

А. Сосланд участвует в работе Лаборатории человека и культуры XXI века со дня её основания в 2020 году семиотиком, лингвистом, философом Вадимом Рудневым; автор статей Словаря культуры XXI века, выходящего под эгидой Лаборатории.

## Интересные факты
Александр Сосланд участвовал в передаче «Гордон» 10 сентября 2001, тема «Сексуальность как сублимированное деторождение».